# Сахнюк, Виктор Викторович
Виктор Викторович Сахнюк (укр. Віктор Вікторович Сахнюк; род. 4 июня 1990, Киев) — украинский футболист, нападающий

## Игровая карьера
Футболом начал заниматься в юношеской команде «Локомотив» (Киев), а уже вскоре продолжил свои выступления в академии столичного «Динамо». В юношеском чемпионате Украины (ДЮФЛ) с 2003 по 2007 год провёл 79 игр (25 голов) за «Динамо», «Локомотив-ОМИКС» и «Отрадный». После этого отправился в Словакию, где подписал контракт с местным клубом «Ружомберок». В словацком клубе преимущественно только тренировался с первой командой и провёл за неё всего 4 официальных матча в высшем дивизионе, однако Сахнюк активно выступал за второй состав на дивизион ниже. По возвращении в Украину, сначала выступал за любительский коллектив «Диназ» (2 матча, 1 гол).
По ходу сезона 2010/11 подписал контракт с премьерлиговим киевским «Арсеналом», но выступал только за дублирующий состав (34 матча, 11 голов). В сентябре 2012 года снова уехал в Словакию, где на правах аренды подписал контракт с клубом «Дукла» (Банска-Бистрица). Единственным голом в футболке этого клуба отличился 29 сентября 2012 на 64-й минуте ничейного (1:1) домашнего поединка 11-го тура словацкой Суперлиги против братиславского «Слована», где Сахнюк вышел на поле в стартовом составе и отыграл весь матч. Уже зимой 2012 игрок досрочно покинул «Дуклу», за которую сыграл 11 матчей (1 гол) в чемпионате Словакии, ещё 3 матча — в кубке страны. Летом 2013 года перешел в состав словацкого клуба «Татран» (Липтовски-Микулаш), где сыграл всего 2 матча во втором по рангу дивизионе.
В апреле 2014 подписал контракт с тернопольской «Нивой», за которую дебютировал 26 апреля 2014 в проигранном (0:1) выездном поединке 25-го тура Первой лиги против армянского «Титана». В футболке тернопольского коллектива в Первой лиге сыграл 4 матча и отметился 1 голом. В начале января 2015 оставил «Ниву» и отправился на просмотр до мариупольского «Ильичёвца», но контракт так и не был подписан. Поэтому Сахнюк перешел в состав «Энергии» (Новая Каховка), где во второй части сезона 2014/15 сыграл за коллектив из Новой Каховки в 11 матчах и отметился двумя голами, а по окончании сезона покинул расположение команды.
В конце июня 2015 подписал контракт с краматорским «Авангардом», но оставил их расположения уже очень скоро, не сыграв ни одного официального поединка. После чего выступал в любительском польском клубе «Сталь» (Ґожице). Также в январе 2016 года проходил просмотр в МФК «Николаев», но «корабелам» не подошел. Сезон 2017/18 провел в армянском клубе «Эребуни», в составе которого сыграл 7 матчей (1 гол) в Первой лиге.
Накануне старта следующего сезона подписал контракт с харьковским «Гелиосом» («Кобра» Харьков), в составе которого сыграл 2 матча в Первой лиге, а после расформирования клуба получил статус свободного агента. И в начале сентября 2018 перешел в криворожский «Горняк». В составе «горняков» отыграл весь сезон и записал в свой актив 20 матчей в во всех турнирах, в которых отличился 6 голами. Первую часть нового сезона провел в составе симферопольской «Таврии», где отличился 2 забитыми голами в 11 матчах.
В начале марта 2020 подписал контракт с черновицким футбольным клубом «Буковина», за который выступал до зимнего межсезонья (11 матчей в во всех турнирах, 1 гол). Следующий 2021 год провел в клубах: «Днепр» (Черкассы) и «Тростянец», где в общем итоге провел 27 официальных матчей и отличился 2 голами. В 2022 году выступал в киевском «Рубиконе», в составе которого провел 10 матчей.

### В сборной
Вызывался в состав молодежной сборной Украины, в футболке которой в 2010 году под руководством известного «динамовца» Павла Яковенка провёл 4 поединка.

## Личная жизнь
Старший брат — Григорий, также профессиональный футболист.